# Поронајск
Поронајск (рус. Поронайск) град је у Русији у Сахалинској области.

## Становништво
| 1959.  | 1970.  | 1979.  | 1989.  | 2002.  | 2010.  |
| ------ | ------ | ------ | ------ | ------ | ------ |
| 21.570 | 21.570 | 23.610 | 25.971 | 17.954 | 16.120 |